# Anglo-Irish Agreement

L’Anglo-Irish Agreement (« Accord anglo-irlandais ») ou traité d'Hillsborough, est un document signé par la Première ministre du Royaume-Uni Margaret Thatcher et le Taoiseach Garret FitzGerald le 15 novembre 1985 à Hillsborough dans le comté de Down, dans une tentative de résolution politique du conflit nord-irlandais. Il s'agit de l'évolution la plus importante dans les relations anglo-irlandaises depuis les années 20 et la guerre d'indépendance irlandaise suivi du traité anglo-irlandais mettant fin à cette guerre. 
Il institue un rôle consultatif de l'Irlande sur la politique en Irlande du Nord ainsi qu'une coopération entre l'Irlande et le Royaume-Uni contre l'IRA provisoire.  Selon les termes de l'accord, l'avenir politique de l'Irlande dans son ensemble, en particulier de l'Irlande du Nord, ne changera que dans le cas d'une décision d'une majorité de la population. 
L'accord est accepté par l'Oireachtas et la Chambre des communes. Si le Social Democratic and Labour Party soutient l'accord, le Sinn Féin et Fianna Fáil, pour les républicains et les nationalistes, et l'Ulster Unionist Party et le Democratic Unionist Party, pour les unionistes et les loyalistes, le refusent. Les partis unionistes et loyalistes qui s'opposent à ce traité ne sont pas satisfaits du nouveau rôle de l'Irlande sur la politique de l'Irlande du Nord. Les partis républicains refusant ce traité estiment que ce dernier ne répond à leurs attentes, c'est-à-dire au retrait immédiat des Britanniques et le retour d'une Irlande unie.
Le traité est un échec dans l'obtention de la paix, mais il y a aussi des réussites. La plus importante est la coopération des gouvernements irlandais et britanniques dans de nombreux domaines comme ceux de la sécurité, des problématiques transfrontalières, et plus globalement des affaires juridiques et politiques : l'accord a institutionalisé les relations anglo-irlandaises, permettant une meilleure compréhension et une approche bipartisane, plus optimale dans le conflit nord-irlandais et l'objectif de le résoudre. 